# Proposición 1A de California (2008)
La Proposición 1ra fue proposición estatal de estado de California y un bono para financiar al |Tren de Alta Velocidad de California la cual fue aprobada por los votantes en las elecciones estatales el 4 de noviembre de 2008.

## Historia
Una legislación de 1993 estableció la Comisión de trenes intercitadinos de alta velocidad de California.  Dicha legislación estipuló que en 2000 debía inciarse la construcción del segmento Los Ángeles-San Francisco y que la red entre San Diego, Los Ángeles, San Francisco y Sacramento debía ya servir a los californianos antes de 2013.
Originalmente conocido como la Ley de Bono del Seguro y Fiable Tren de Pasajeros de Alta Velocidad, la proposición iba a aparecer en las elecciones estatales de California de 2004, pero fueron retazadas a las elecciones estatales de 2006 debido a problemas del presupuesto planteadas en su momento por el gobernador Arnold Schwarzenegger. En enero de 2006, el gobernador optó por omitir los fondos iniciales para el proyecto de su $ 222,6 mil millones de dólares de Bonos de Obras Públicas en los próximos 10 años. El gobernador si incluyó $14.3 millones en el bono 2006-07 para la Autoridad del Tren de Alta Velocidad de California, suficiente para empezar los planes de ingeniería. La proposición fue una vez más retrazada del 2006 al 2008 para evitar la competencia con el enorme bono de infraestructura,  de la proposición IB, que se pasó en el 2006. La proposición original debía de aparecer en las elecciones generales de 2008 como la proposición 1, pero el proyecto de Ley de la Asamblea 3034, actualizó la propuesta original con nuevos requerimientos adicionales de financiación y supervisión, y eliminó la propuesta original de la papeleta y el nombre fue cambiado a la Proposición 1A.

## Propuesta
La proposición asignó $9.95 mil millones para la Autoridad del Tren de Alta Velocidad de California. De los $9.95 mil millones, $9 mil millones serían usados para construir los segmentos que conectarían a San Francisco con el área de Los Ángeles y el resto sería gastado en mejoras en sistemas locales de ferrocarriles, que ayudarían a mantener al sistema de alta velocidad.  Prop 1A requería que la Autoridad del Tren de Alta Velocidad de California «buscase fondos privados y otros fondos privados para pagar por los costos adicionales.»Sin embargo, el proyecto también dependería de fondos federales, ya que los $9.95 mil millones solo cubriría sólo parte del costo estimado del proyecto. El dinero sería obtenido vía la venta de bonos de obligación general, que luego serían pagados por el gobierno en un plazo de 30 años.

## Lo que significa el voto

### A favor
SÍ Un voto SÍ a esta medida significa que el estado podría vender bonos de responsabilidad general por un valor de $9.95 mil millones para planificar y financiar parcialmente la construcción de un sistema de trenes de alta velocidad en California y realizar
mejoras de capital en los servicios ferroviarios estatales y locales.

### En contra
Un voto NO a esta medida significa que: el estado no podría vender bonos de responsabilidad general por un valor de $9.95 mil
millones para estos fines.

## Argumentos

### A favor
A FAVOR El sistema de transporte de California está descompuesto: precios de gasolina que suben a la estratosfera, carreteras y aeropuertos paralizados. Los trenes de alta velocidad son la nueva opción de transporte que reduce los gases de invernadero que causan el calentamiento global y la dependencia en petróleo extranjero. Los trenes de alta velocidad son más baratos que construir nuevas carreteras y aeropuertos para cumplir con las necesidades de la creciente población y sin requerir nuevos impuestos

### En contra
En CONTRA La Proposición 1A es un despilfarro monumental. Los contribuyentes pagarán un mínimo de $640,000,000 por año en costos de funcionamiento de una línea ferroviaria operada por el gobierno. No hay ninguna garantía de que se construirá. En lugar de ello, expanda los sistemas de transporte existentes para reducir el tiempo de viaje al trabajo y ahorrar combustible. No a la 1A: una chequera abierta de los contribuyentes prácticamente sin rendición de cuentas.

## Resultados

Resultado electoral por condado.

| Proposición 1A            | Proposición 1A | Proposición 1A |
| Sí o no                   | Votos          | Porcentaje     |
| ------------------------- | -------------- | -------------- |
| No                        | 6,015,944      | 47.38          |
| Sí                        | 6,680,485      | 52.62          |
| Inválido o voto en blanco | 1,046,748      | 7.62           |
| Total                     | 13,743,177     | 100.00%        |
| Total de votantes         | 79.42 %        | 79.42 %        |